# Eliška Junková
Eliška Junková-Khásová, narozená jako Alžběta Pospíšilová, (16. listopadu 1900 Olomouc – 5. ledna 1994 Praha) byla česká automobilová závodnice. Závodila na vozech Bugatti, a to nejprve jako spolujezdkyně svého manžela Čeňka Junka a posléze sama. Ve 20. letech 20. století byla nejrychlejší ženou světa a jako jediná žena v historii Grand Prix se dokázala vyrovnat nejlepším jezdcům této soutěže. Jejím největším úspěchem bylo páté místo z její samostatné éry v závodě Targa Florio, kterého dosáhla v roce 1928. Vedle toho vyhrála i několik dalších závodů (Lochotín – Třemošná či závod do vrchu Klausenpassu). Mezinárodní závod Zbraslav – Jíloviště vyhrála v roce 1926 v absolutní klasifikaci a stala se tak první ženou na světě, které se to povedlo. Svou závodnickou kariéru ukončila roku 1928 v reakci na smrt manžela a dále se věnovala organizační práci v motoristickém sportu (podílela se například na přípravách výstavby brněnského Masarykova okruhu). V 60. letech 20. století psala motoristické sloupky do časopisu Za volantem a v roce 1972 vydala knihu Má vzpomínka je Bugatti. 

## Životopis
Narodila se jako Alžběta Pospíšilová do rodiny zámečnického mistra Kašpara Pospíšila. Měla celkem sedm sourozenců, z nichž se však dospělosti dožili jen čtyři: Alžběta, její sestra a dva jejich bratři. Protože toužila cestovat, učila se jazyky, což jí šlo poměrně snadno.
Absolvovala olomouckou školu Pöttingeum a v šestnácti letech začala pracovat v nově zřizované olomoucké pobočce Pražské úvěrní banky jako korespondentka burzovního oddělení. Zřízení pobočky měl na starosti Čeněk Junek a když tuto práci po půl roce dokončil, byl pověřen založením další pobočky v Brně. Tam si s sebou vzal i několik svých osvědčených pracovníků, mezi nimiž byla také Alžběta.
V Brně se Alžběta Pospíšilová věnovala nejen práci v bance, ale dále studovala jazyky a začala navštěvovat Janáčkovu hudební školu, kde byla žákyní Leoše Janáčka.
Po čase byl Junek pracovně povolán do Prahy a Alžběta ho tam následovala. Složila zde zkoušku z angličtiny (výborné znalosti němčiny měla již odmala) a začala se věnovat francouzštině. Aby se v ní zdokonalila, odjela roku 1918 na stáž do Francie, kde byla zaměstnána v zahradnické firmě v Antibes. Jejím snem bylo navštívit Cejlon, kam chtěla cestovat přes Španělsko na Gibraltar a odtud přes severní Afriku, Přední Asii a indický subkontinent. Vydala se na cestu, ale španělští celníci ji nechtěli vpustit do své země, a proto zvolila jinou trasu: chtěla se nechat zaměstnat v kuchyni na britské lodi, která plula na Cejlon. Ovšem ani ve Spojeném království vízum potřebné k plánované cestě nedostala.
Mezi tím však do Paříže dorazil Čeněk Junek, který přijel na tamní autosalon. Tou dobou se totiž Junek začal zúčastňovat automobilových soutěží. Tento sport se zalíbil i Alžbětě. Na autosalonu je tehdy zaujal model Bugatti T30. Při další návštěvě Prahy se Alžběta dokonce potají zapsala do autoškoly a posléze úspěšně složila i řidičskou zkoušku.
S Junkem měla (tehdy jedenadvacetiletá) Alžběta svatbu 24. června 1922. Během obřadu se Alžbětě nezměnilo pouze příjmení, ale i křestní jméno. České jméno „Alžběta“ se totiž v jiných jazycích překládá jako „Elisabeth“ a odtud vychází zkratka „Eli“ či „Eliza“ (tak jí také v zahraničí často říkali). Z tohoto označení pak následně vzniklo české „Eliška“, a tak se z Alžběty Pospíšilové stala Eliška Junková.

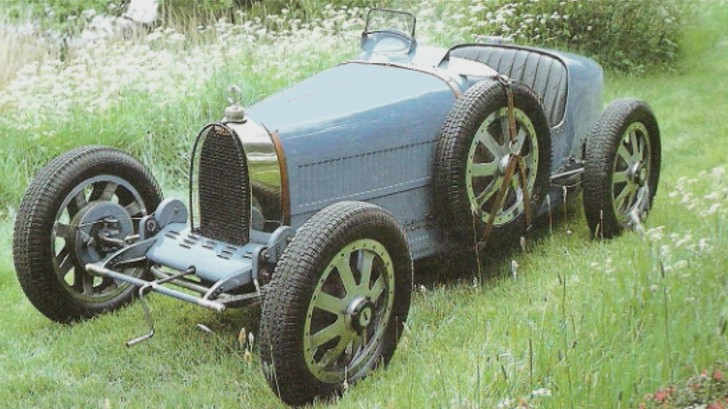
Bugatti T30

Svatební cestu strávili přípravami na závod Karlovy Vary – Mariánské Lázně, ale během příprav Junek havaroval a zničil svůj vůz Mercedes-Benz. Proto se Junkovi vydali na pařížský autosalon, kde si pořídili již dříve vyhlédnutý automobil Bugatti T30. Na jaře 1923 jej pak nechali přestavět na vůz závodní.

### Závodní kariéra

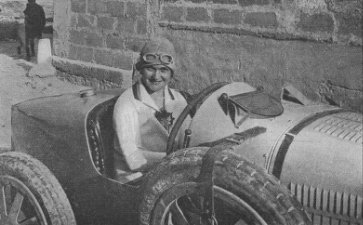
Eliška Junková, Bugatti T35B (Targa Florio 1927)

Do závodního vozu Junková usedla v dubnu roku 1923, a to jako spolujezdkyně svého manžela. V létě téhož roku si pořídili novější Bugatti T32 (Tank) a s ním triumfovali v závodech u Plzně (Lochotín-Třemošná) a Rumburka (Schöber). V srpnu roku následujícího si Junkovi pořídili vůz Bugatti T35 a v září 1924 se Junková posadila za volant závodního automobilu Bugatti T30 a svůj první závod (na trati Lochotín – Třemošná) v kategorii cestovních vozů vyhrála. Hned v dalším roce (1925) dominovala v květnu ve slavném závodě Zbraslav – Jíloviště (v kategorii sportovních vozů s vozem Bugatti T30), zatímco její manžel s vozem Bugatti T35C zvítězil v tomtéž závodě v kategorii závodních vozů. Tyto úspěchy sklízeli manželé Junkovi téměř ve všech zbývajících závodech v roce 1925 (např. v závodech Brno-Soběšice, do vrchu Schöber (Stožec), na Panoramě v Karlových Varech atd.).

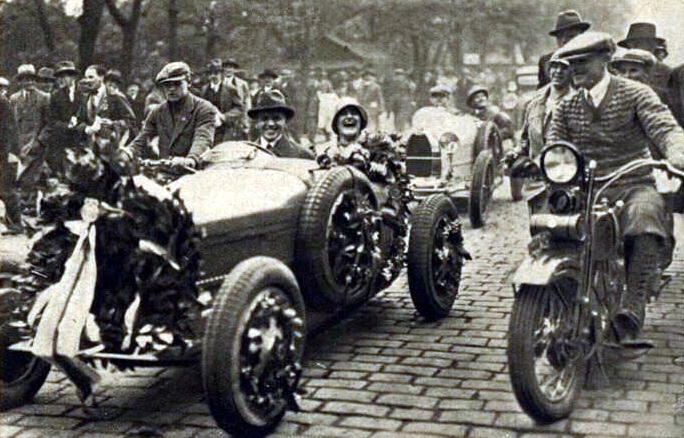
Eliška Junková po návratu z Targa Florio 1928 do Prahy

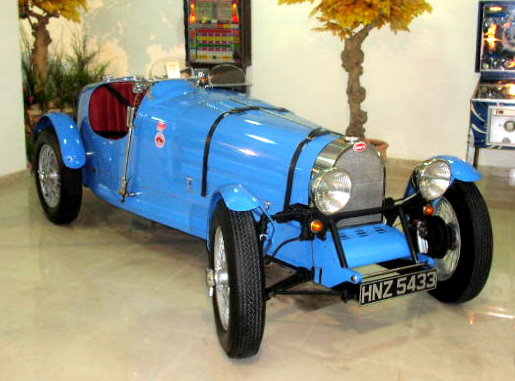
Bugatti T35

Během roku 1926 převzala po manželovi vůz Bugatti T35 a s ním na desátém ročníku závodu Zbraslav – Jíloviště, který se konal 9. května 1926, zajela dokonce absolutně nejrychlejší čas (porazila i svého manžela, jenž startoval na výkonnějším stroji Bugatti T35B) a jako první žena na světě tak vyhrála mezinárodní závod v absolutní klasifikaci. O 14 dnů později zvítězila ve 3. ročníku závodu do vrchu Knovíz-Olšany v kategorii sportovních vozů v čase 2:09,9 min. Absolutním vítězem tohoto závodu se stal Čeněk Junek na závodním Bugatti T35C. Ještě v témže roce (14. srpna) dojela druhá v tehdy nejtěžším závodu do švýcarského vrchu Klausenpass (Klausenpassrennen, 21,5 km, 1948 m n. m.), což byl její první zahraniční závod.
Když v roce 1927 dojela na Grand Prix Německa na Nürburgringu čtvrtá (vyhrála třídu do 2 litrů), v Lidových novinách jí popřál Eduard Bass slovy:
| „             | Pro německou velkou cenu stačilo nám vyslat ženu – arci když je taková jako paní Junková! Té přec nelze odolati i když není na Bugatti, když však sedne k volantu, rekordy jdou k čerchmantu! | “ |
| — Eduard Bass | |   |

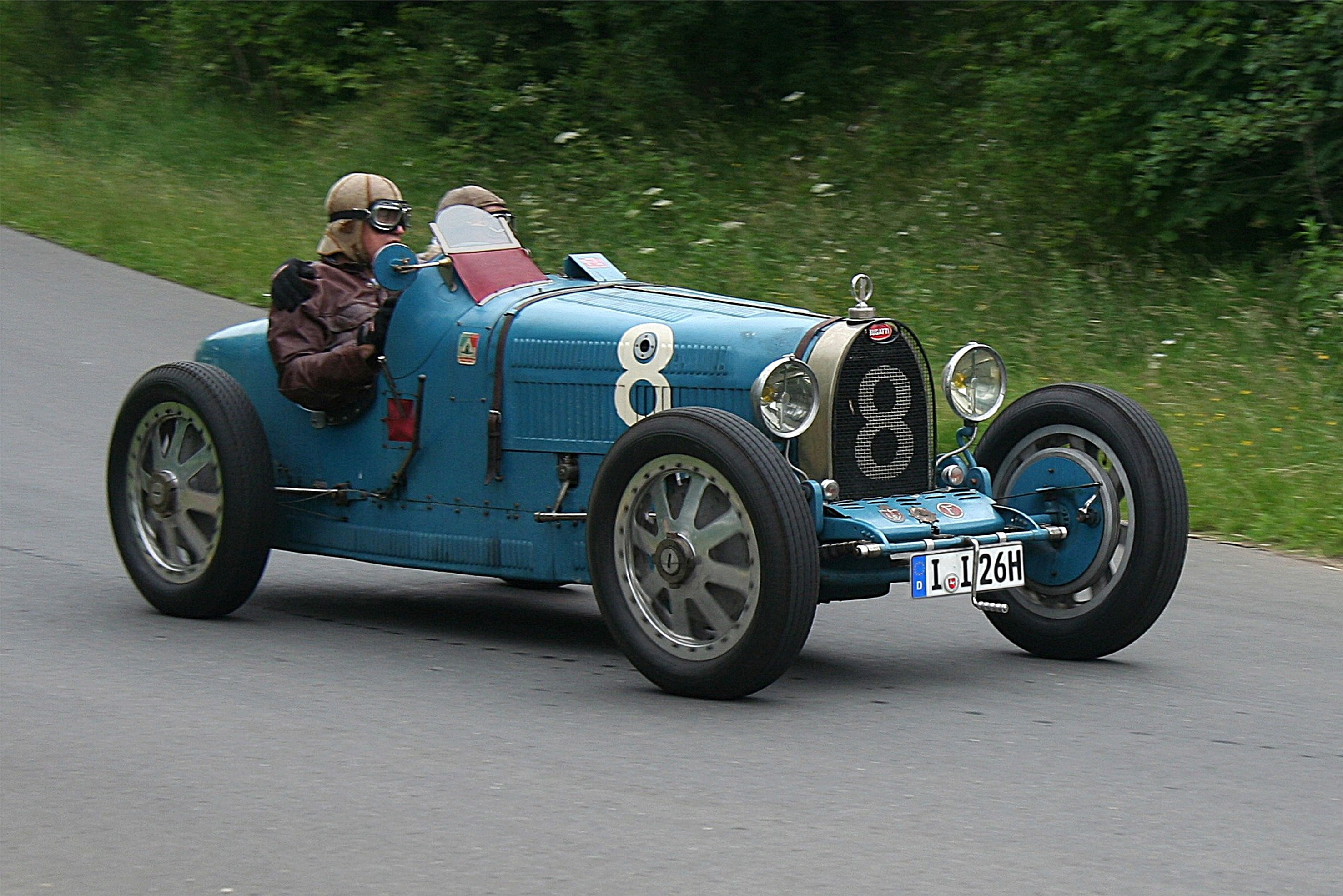
Bugatti T35B

I v roce 1927 startovala Eliška na závodě do vrchu Knovíz-Olšany (4. ročník, 15. května) a obsadila celkově 2. místo, když vyhrála na Bugatti T35C v čase 2:10,8 min třídu závodních automobilů do 2000 cm³ . Celkovým vítězem se opět stal její manžel Čeněk na Bugatti Type 35B (do 3000 cm³). I na Schöberu (7. ročník, 26. června) se absolutním vítězem závodu stal Čeněk Junek na závodním Bugatti T35B (2262 cm³ s kompresorem) traťovém rekordu 2:00,5 min před Eliškou Junkovou na závodním Bugatti T35 (třída do 2,5 l), která dosáhla času 2:13,8 min.
Nejvýznamnějších úspěchů však Junková dosáhla na Sicílii v závodě Targa Florio, který se jezdil na pět okruhů, z nichž každý měřil 108 km, převýšení téměř 1000 m, projíždělo se takřka 1500 zatáčkami a trasa většinou vedla po šotolinových tratích. V té době byl považován za nejtěžší na světě. Při svém prvním zdejším vystoupení (24. dubna 1927) sice musela kvůli poruše řízení svého vozu Bugatti T35B odstoupit z průběžného druhého místa, avšak již v roce následujícím (závod se jel tehdy 6. května 1928) navzdory potížím s vozem Bugatti T35B v posledním kole závodu dojela v čase 7:27:40 hod. na celkové páté pozici. Za svůj úspěch získala:
- pohár za nejrychlejší druhé kolo
- pohár za nejlepší amatérský výkon
- dámskou cenu

Po příjezdu domů byla označována za královnu volantu.
Posledním závodem, který Čeněk Junek vyhrál, byl 24. června 1928 jeho oblíbený závod do vrchu Knovíz-Olšany (3,2 km) na automobilu Bugatti Type 35C (kompresor Roots, výkon 88 kW/120 k, 1991 cm³), kde zvítězil v čase 2:08,7 min průměrnou rychlostí 90 km/h. Hned za ním skončila Eliška v čase 2:13,7 m.
Vedle mezinárodního úspěchu v závodu Targa Florio přinesl rok 1928 Junkové i ránu v podobě úmrtí manžela, k němuž došlo 15. července během Velké ceny Německa na okruhu v Nürburgringu (kde o rok dřív triumfovala). Na rozměklém asfaltu dostal jeho vůz smyk, jezdec byl vymrštěn z vozu a hlavou narazil do skály, o niž si prorazil lebku. Po smrti manžela svou závodní kariéru ukončila. Za její největší úspěchy se považují:
- Absolutní vítězství v závodě Brno–Soběšice (6. 6. 1926)
- 1. místo v závodu do vrchu Zbraslav – Jíloviště (roku 1926)
- 2. místo v závod do vrchu Klaussenpass (1926)
- Absolutní vítězství v závodě Brno–Soběšice (5. 6. 1927)
- 1. místo ve Velké ceně Německa na Nürburgringu v třídě do 2,0 l (1927)
- 1. místo v závod Coupé des Dames (1927)
- 1. místo ve velké dánské ceně Montlhéry (1927)
- 5. místo v závodu Targa – Florio (1928)

### Po skončení závodnické kariéry

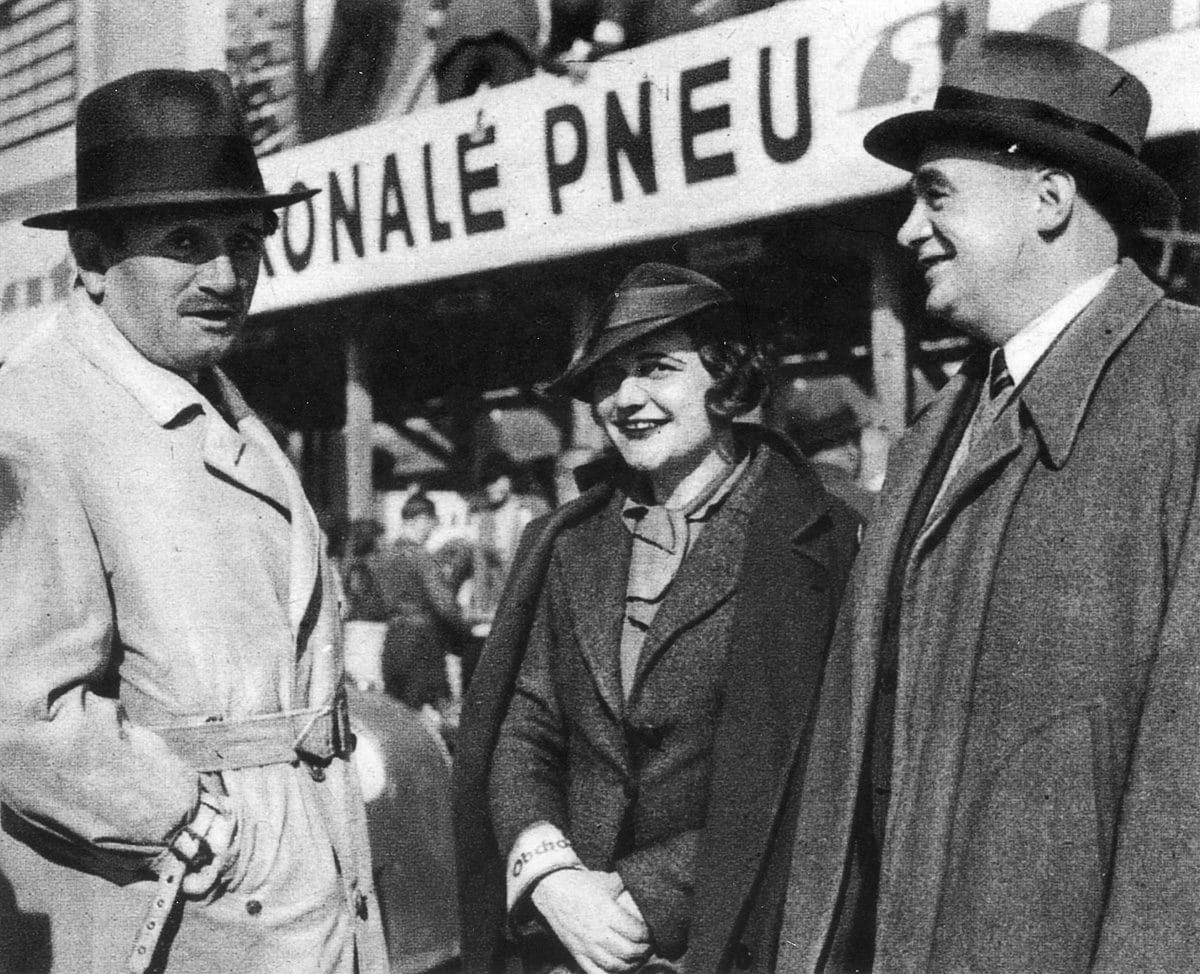
Ferdinand Porsche, Eliška Junková, Hans Ledwinka na Masarykově okruhu, Brno 1935 (zleva)

Od smrti manžela se přestala aktivně věnovat závodní kariéře a rozhodla se uskutečnit dříve plánovanou cestu na Cejlon. Majitel automobilky Bugatti, pan Ettore Bugatti, jí k tomu poskytl zcela nový vůz a požádal ji, aby při své cestě prozkoumala možnosti exportu vozů do Indie a na Srí Lanku. Po návratu z cest se zapojila do organizace motoristického života v Československu. Spolupracovala s Československým automobilovým klubem pro Moravu a Slezsko (ČAMS), který na počátku 30. let 20. století začal s přípravou brněnského Masarykova okruhu. Svým jménem pomohla pro závod získat tehdy význačné jezdce, jako byl například Louis Chiron a další. Byla též známá jako dobrá organizátorka a díky své znalosti cizích jazyků (němčiny, angličtiny, francouzštiny a italštiny) mohla působit i jako tlumočnice.
Roku 1933 začala firma Baťa s výrobou pneumatik i pro osobní automobily a Junková začala pracovat ve vedení prodejního úseku, který dodával pneumatiky továrnám a centrálním úřadům. V oboru zůstala až do svého odchodu do penze, a to i přes to, že měla výhodné nabídky ke změně místa. Po znárodnění firmy Baťa pracovala dál v gumárenském průmyslu a poté na ministerstvu chemického průmyslu.
V roce 1940 adoptovala svého osiřelého pětiletého synovce Vladimíra Pospíšila, syna jejího bratra Vojtěcha. Vladimír přijal po adopci příjmení Junek. Vladimír v roce 2015 napsal knihu Eliška Junková vlastní rukou. V listopadu 2021 se stal zakládajícím členem Senátu Autoklubu České republiky; Jedná se o poradní orgán Prezídia a prezidenta Autoklubu ČR. Zemřel 19. srpna 2022 a na parte měl zvolání Hrom do cesty!, které vymyslela Eliška pro první český automotoklub žen.
Ačkoli byla ve světě motorismu ještě řadu let po skončení své závodní kariéry ctěná a uznávaná, byly jí žádosti o vycestování z Československa po Únoru 1948 trvale zamítány. Vycestovat jí bylo umožněno až v roce 1966 na vzpomínkovou jízdu na závod Targa Florio. Krátce po druhé světové válce se také znovu provdala, tentokrát za motoristického novináře Ladislava Kháse.

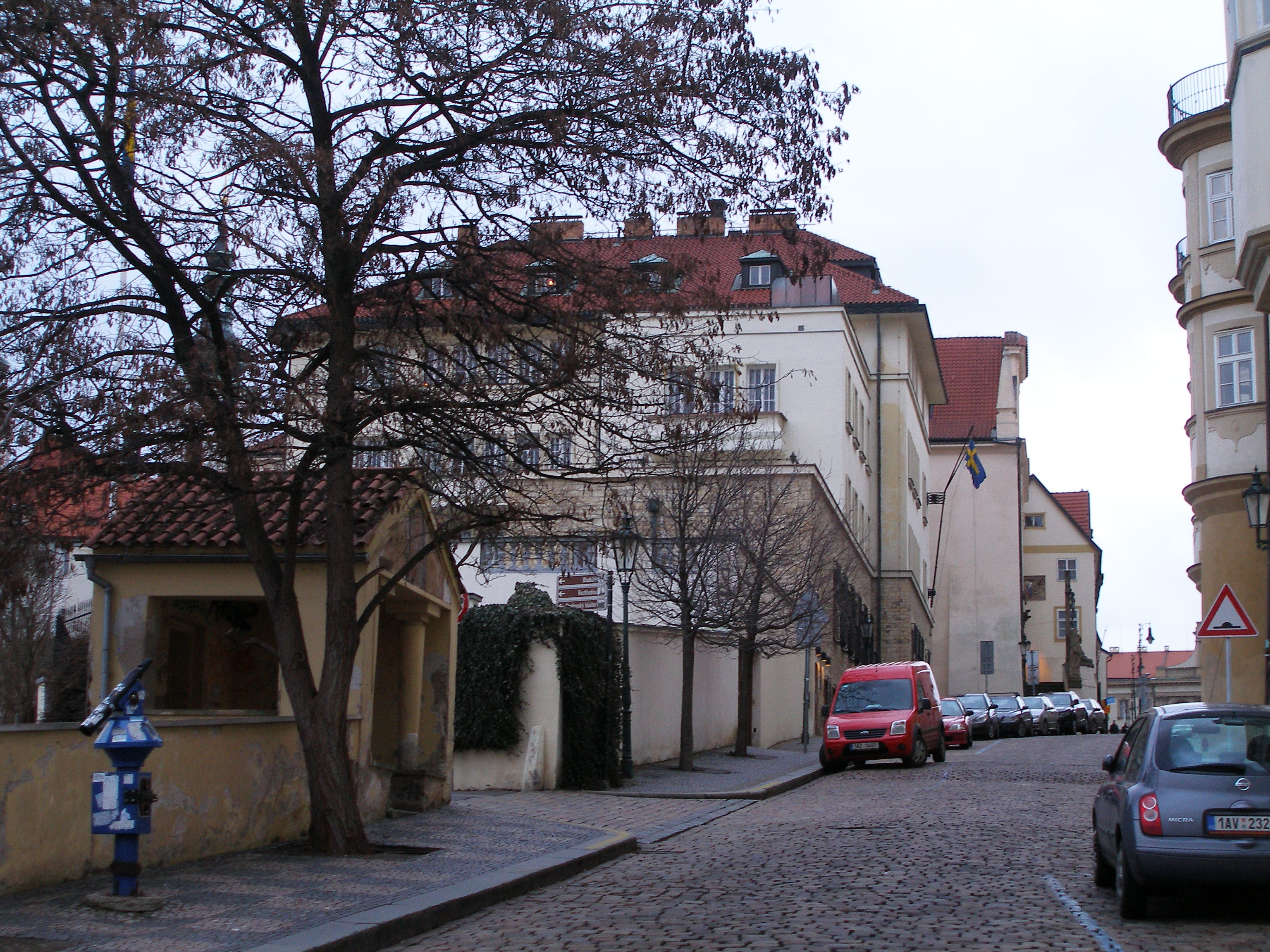
Budova švédského velvyslanectví v Praze, v níž dříve bydlela i Eliška Junková

Junková zemřela krátce po svých 93. narozeninách a pohřeb se konal 17. ledna 1994 ve velké obřadní síni strašnického krematoria.

## Bydliště

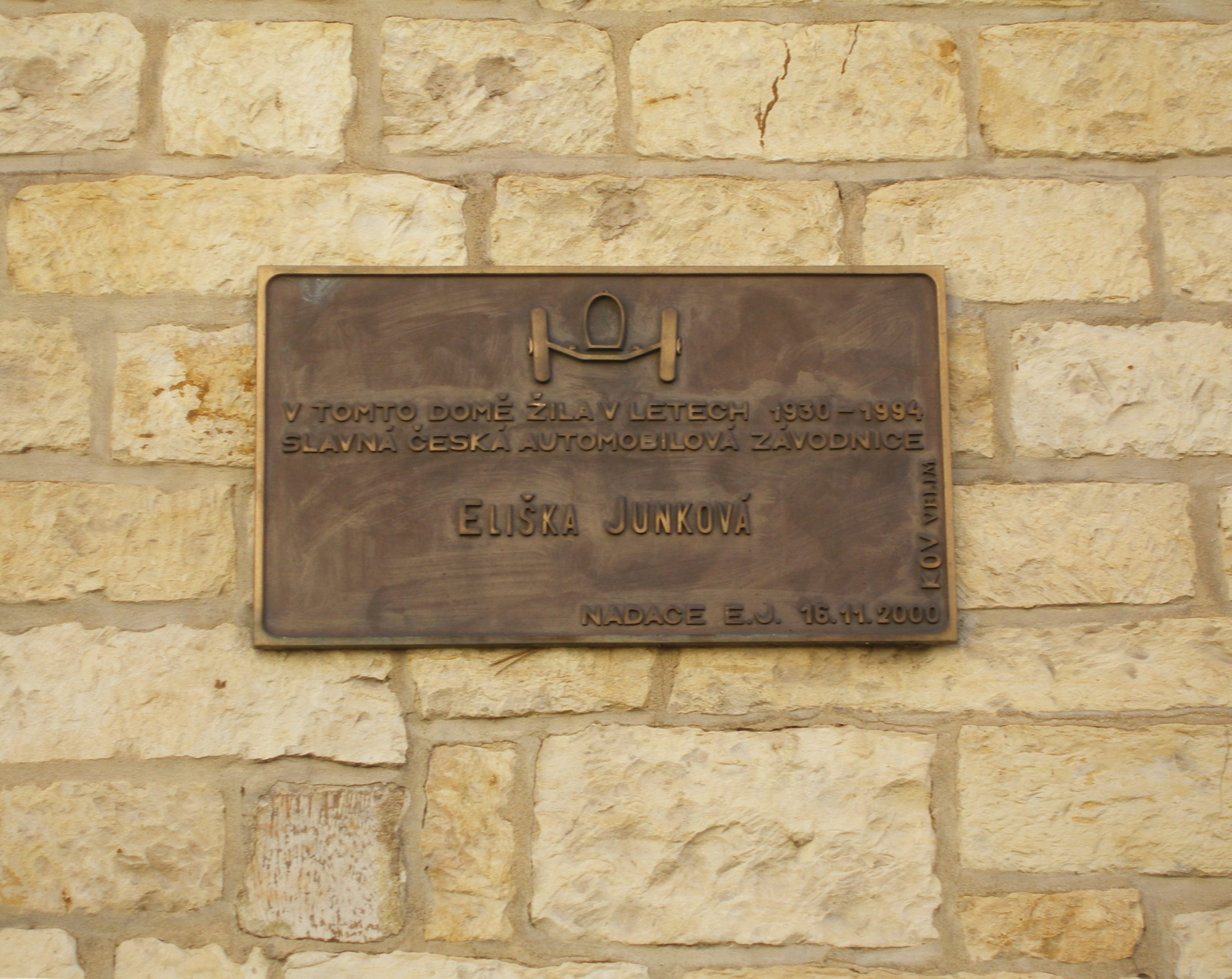
Pamětní deska na domě, ve kterém Junková bydlela

Nejprve se svým manželem bydlela v pražském paláci Lucerna na Václavském náměstí. Když však zemřel, zdál se jí byt příliš velký a navíc jí stále připomínal zesnulého manžela. Proto se roku 1928 přestěhovala do bytu v podkroví domu „Na krásné vyhlídce“ (Úvoz 13/156, Praha 1-Hradčany), v němž je dnes sídlo švédského velvyslanectví, kde žila až do své smrti. Roku 2000 odhalili na budově pamětní desku, na níž je ovšem chybně uveden rok, kdy začala v domě bydlet (1930 místo správného 1928).

## Dílo
- Je autorkou názvu pneumatik Barum (při znárodňování gumárenského průmyslu se spojovaly značky Baťa, Rubena Náchod a Matador. Barum je složenina z počátečních písmen těchto tří firem).[17]
- V 60. letech 20. století psala Junková sloupky pro motoristy do časopisu Za volantem; jejich velký ohlas mezi jejich čtenářkami vedl k založení Prvního českého ženského automotoklubu, jehož byla Junková předsedkyní. Této funkce se vzdala až u příležitosti svých 70. narozenin v roce 1970.[15][8]
- Byla autorkou vzpomínkové knihy Má vzpomínka je Bugatti, kterou nakladatelství Olympia vydalo v roce 1972.[18]
- Autorsky se spolupodílela na publikaci Slovo k řidičkám, která vyšla v roce 1970 ve vydavatelství Mona.

## Ocenění a památky

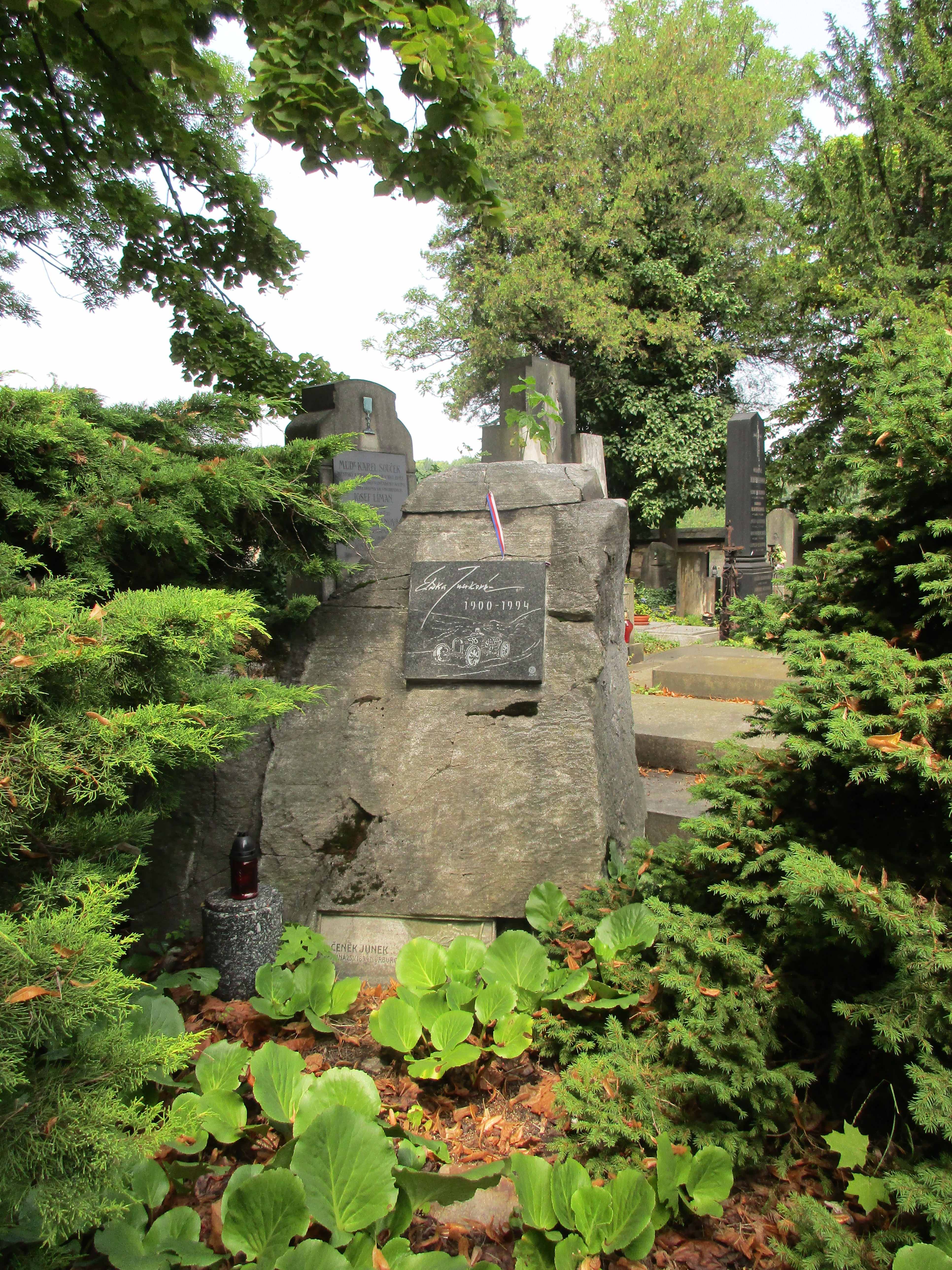
Hrob Elišky Junkové na Vinohradském hřbitově

- Za své úspěchy získala ocenění Zasloužilá mistryně sportu.[19]
- V květnu 2006 obdržela in memoriam Cenu města Olomouce za rok 2005 v oblasti sport.[20]
- U příležitosti řádového dne České republiky jí prezident Miloš Zeman 28. října 2019 udělil in memoriam jedno z nejvyšších státních vyznamenání České republiky, a sice medaili Za zásluhy I. stupně. Ocenění za Junkovou převzal její syn Vladimír Junek.[21]
- Jméno Elišky Junkové nese několik spolků či akcí, které se na její počest konají. V listopadu 1993 založila Junková Nadační fond Elišky Junkové, jejímž úkolem je zpřístupnění a popularizace bohaté historie československého motorismu a podpora případného vzniku Národního automobilového muzea.[22]
- Ve Zlíně vznikl RC klub Elišky Junkové Zlín, který sestavuje modely závodních automobilů a pořádá jejich závody (seriál Grand Prix Elišky Junkové).[23]
- Závod v okolí Nového Bydžova (původně pojmenovaný Novobydžovský čtverec) se od roku 2005, kdy se jel jeho jubilejní desátý ročník, nazývá Memoriál Elišky Junkové.[24]
- V Praze-Hostivaři a Olomouci-Droždíně jsou po Junkové pojmenovány ulice.

## Citáty
| „                                                              | Na paní Elišku Junkovou nikdy nezapomenu. Stále ji vidím zcela živě před očima s její popelavě plavými vlasy a její něžnou postavou a jejím měkkým zpěvným hlasem. Tato pozoruhodná malá paní Junková je vším možným jen ne dobrodružnou mužatkou, která by se potýkala s mocnými koňskými silami ukrytými v motorech. Seděla-li za volantem své žlutočerné bugattky, byla vždy zrovna tak ženská a elegantní, jako když seděla ve vlastním saloně a pohlížela z okna na krásné panoráma ´Zlatého města´. | “ |
| — Ing. Alfred Neubauer, dlouholetý vedoucí týmu Mercedes Benz. | |   |

| „                | Dokázala jsem ve svém oboru, že se žena může vypracovat na úroveň nejlepších mužů, ale to není tak významné. Důležitý je důkaz, že se může vypracovat podle svých přirozených ženských vlastností a schopností. Jsme příliš nakloněny vysvětlovat své nezdary reptáním na přírodu. Užitečnější je méně se durdit a více trénovat. Pak se ukáže, že leckteré handicapy jsou překonatelné. | “ |
| — Eliška Junková | |   |